# Venezuela en el Clásico Mundial de Béisbol 2006

El equipo nacional de Venezuela es la selección de béisbol que representó a Venezuela en el Clásico Mundial de Béisbol 2006.

## Equipo de Venezuela en el Clásico
En junio de 2005, las Grandes Ligas de Béisbol anunciaron la formación del Clásico Mundial de Béisbol, una competencia internacional entre 16 naciones a celebrarse por primera vez en marzo de 2006. "El Clásico" puede haber sido creado en respuesta a la exclusión del béisbol de las Olimpiadas por parte del Comité Olímpico Internacional a partir de los Juegos Olímpicos de Londres 2012.
Venezuela logró reunir una verdadera constelación de estrellas, con Omar Vizquel,Bob Abreu, Johan Santana y Miguel Cabrera como los líderes de un grupo que aspira a regresar con el trofeo de campeón. Pitcheo, bateo y defensa están presentes en uno de los equipos más balanceados del certamen. Ahora queda demostrar sobre el terreno de juego que las altísimas expectativas despertadas en torno a la novena vinotinto pueden ser satisfechas.

## Solidez en todos los frentes
ROTACION DE ABRIDORES Johan Santana, Carlos Zambrano y Freddy García representan un trío que ofrece muchas garantías a partir de la segunda ronda, cuando el límite de envíos para un lanzador se aumentará hasta 80 pitcheos, suficientes para alcanzar al menos cinco entradas. Aumentará, entonces, la importancia de los tres abridores, que se combinaron para un total de 44 victorias en 2005. En principio, su trabajo se verá limitado a solo 65 lanzamientos, con lo que hombres como Kelvim Escobar, Carlos Silva y Gustavo Chacín tendrán importante presencia en la fase inicial. Luego, pasarán al cuerpo de relevistas.
BULLPEN La entrada de Escobar, Silva y Chacín al bullpen en la segunda ronda dará mayor profundidad a un grupo que contará inicialmente con Giovanni Carrara para relevos largos. A medida que se acerque el final de los partidos, Venezuela tiene material para mantener cualquier ventaja en la pizarra. Víctor Moreno y Rafael Betancourt serán los setups, mientras que Jorge Julio Tapia y Francisco "El Kid" Rodríguez tendrán la tarea de cerrar los juegos.
INFIELD El capitán Omar Vizquel con su decena de guantes de oro es lo mejor del infield del mundo cuando de defensa se habla, mientras que la pólvora la pondrán Miguel Cabrera y Carlos Guillén. La versatilidad de peloteros como Marco Scutaro y Tomás Pérez le será de utilidad al mánager Luis Sojo en distintas situaciones. 
OUTFIELD Bob Abreu y Magglio Ordóñez son dos de los mejores jardineros presentes en el Mundial y ambos defenderán la causa de Venezuela. A su seguridad defensiva se agrega un oportuno bateo. Ambos peloteros ven como algo normal conectar 30 jonrones y remolcar 100 carreras en Grandes Ligas, aunque las lesiones han limitado últimamente a Ordóñez. Juan Rivera, Endy Chávez, Robert Pérez y Antonio "El Potro" Álvarez son las otras opciones de Sojo. 
RECEPTORIA Venezuela cuenta con tres cácheres de lujo: Víctor Martínez, Ramón Hernández y Henry Blanco. Martínez es el más efectivo con el madero y Blanco es el más seguro detrás del plato, sin desmerecer la calidad de Hernández, tal vez el más completo.
Lanzadores
- Tony Armas - Washington Nationals
- Rafael Betancourt - Indios de Cleveland
- Giovanni Carrara - Dodgers de Los Ángeles
- Gustavo Chacín - Toronto Bluejays
- Kelvim Escobar - Los Angeles Angels of Anaheim
- Freddy García - Medias Blancas de Chicago
- Géremi González - Cerveceros de Milwaukee
- Carlos Enrique Hernández - Sucursales de Astros de Houston
- Jorge Julio Tapia - Arizona Diamondbacks
- Francisco Rodríguez - Los Angeles Angels of Anaheim
- Johan Santana - Mellizos de Minnesota
- Carlos Silva - Mellizos de Minnesota
- Carlos Alberto Zambrano - Cachorros de Chicago
- Víctor Zambrano - New York Mets

Receptores
- Henry Blanco - Cachorros de Chicago
- Ramón Hernández - Orioles de Baltimore
- Víctor Martínez - Indios de Cleveland

Jugadores de cuadro
- Edgardo Alfonzo - Navegantes del Magallanes (Venezuela)
- José Miguel Torres Cabrera - Marlins de Florida
- Carlos Guillén - Tigres de Detroit
- Tomás Pérez - Mantarayas de Tampa Bay
- Marcos Scutaro - Atléticos de Oakland
- Omar Vizquel - Gigantes de San Francisco (Capitán)

Jardineros
- Bob Abreu - New York Yankees
- Antonio Álvarez - Tiburones de La Guaira (Venezuela)
- Endy Chávez - New York Mets
- Magglio Ordóñez - Tigres de Detroit
- Juan Rivera - Los Angeles Angels of Anaheim

## Ausencias de peso
Félix Hernández. El joven prospecto de los Marineros de Seattle prefirió concentrarse en los entrenamientos primaverales con su equipo, que se opuso a su participación en el Clásico Mundial debido a su juventud. Hernández se convirtió en una de las mayores revelaciones de la temporada 2005 tras ser subido desde el Tacoma, sucursal Triple A de los Marineros, y demostró las razones por las cuales era considerado el prospecto número uno de las Mayores sobre la lomita. Dejó récord de 4-4 y efectividad de 2.67, además de ponchar a 77 rivales en 82.2 entradas de labor. 
Melvin Mora. El antesalista de los Orioles de Baltimore se negó a jugar como jardinero central de la vinotinto, puesto para el cual Luis Sojo le tenía en agenda. El exigió jugar en la tercera base, posición destinada para Miguel Cabrera. Su rechazo a la posibilidad de ver acción como outfielder en el torneo terminó por provocar su renuncia pocos días antes de que se anunciara el roster definitivo del equipo. Mora bateó para .283 con Baltimore el año pasado, con 27 cuadrangulares, 88 carreras empujadas y otras 86 anotadas. Su baja fue la que mayores problemas ocasionó al mánager Sojo.
Álex Cabrera. Un bateador con el poder y el contacto de Alex Cabrera parecía inamovible en la selección nacional, pero la lesión sufrida en Venezuela mientras reforzaba a los Leones del Caracas y que le limitó durante la Serie del Caribe conquistada por el conjunto de la capital terminó por apartarle del roster para el Clásico Mundial. El temible jonronero se concentra en recuperar su mejor forma para ayudar a su equipo en el béisbol de Japón, los Leones de Seibú.